# Петровка (Доманёвский район)
Петро́вка (укр. Петрівка) — село в Доманёвском районе Николаевской области Украины.
Основано в 1920-х годах. Население по переписи 2001 года составляло 115 чел., по состоянию на 2011 год — 47 человек. Почтовый индекс — 56419. Телефонный код — 5152. Занимает площадь 0,533 км².
До революции село было панским поместьем.

## Местный совет
56419, Николаевская обл., Доманёвский р-н, с. Богдановка, ул. Ленина, 46; тел. 9-34-71.